# Camilla Nielsen
Camilla Marie Nielsen (født Jensen 20. april 1856 i Særslev Sogn, død 16. december 1932 i Frederiksberg) var en dansk filantrop og socialdemokratisk politiker, der huskes for sit engagement i socialt arbejde i Frederiksberg. I 1887 erhvervede hun en forfalden ejendom på Ny Carlsberg Vej, som hun ændrede til at huse 75 små lejligheder til trængende familier med børn. I 1909, efter at være blevet valgt i bestyrelsen for den nyoprettede Frederiksberg Hjælpekasse, oprettede hun et folkekøkken, der producerede over tusind måltider om dagen for personer med økonomiske vanskeligheder. Hun kæmpede for bedre boligforhold og forbedringer for kvinder og børn. I 1915 var hun en af de danske delegerede på Kvindernes Fredskongres i Haag.

## Opvækst og tidlige år
Camilla Marie Nielsen blev i født 1856 i Særslev sogn nord for Jyderup som den eneste pige ud af seks børn. Forældrene var gårdejer og sognefoged Jens Jensen (1823-1878) og Ane Kirstine, født Kjølsen, (1827-1899). Camilla Jensen voksede op på en stor gård og gik i skole tre dage om ugen. Hun blev så dygtig til skrivning og regning, at hun snart fungerede som sin fars sekretær på gården og i sognerådssager, foruden at hun hjalp moren i husholdningen. Hun arbejdede halvandet år som køkkenpige på herregården Algestrup. I 1881 giftede hun sig med arbejdsmand Andreas Frederik Larsen (1856-1935), og de flyttede til København hvor de levede af skiftende job som de kunne finde.
I 1887 blev hun med hjælp fra en advokat ejer af en forfalden ejendom på Ny Carlsberg Vej. Hun fik de 75 små lejligheder sat i stand og lejede dem ud til billige priser til arbejderfamilier med børn. Hun fik engageret ejendommens børn til hjælpe til og være medansvarlige for deres bolig.
Nielsens første ægteskab var ikke lykkeligt, og da deres eneste barn, sønnen Jens Frederik, var blevet voksen, blev de skilt i 1903, hvorefter hun samme år giftede hun sig med sin barndomskæreste Christen Nielsen (1852-1907), som var togfører. Han vækkede hendes interesse for politik og Socialdemokratiet. Det andet ægteskab varede kun få år da Christen Nielsen døde i 1907.

## Politisk virke fra 1908
Nielsen blev valgt til bestyrelsen for Frederiksberg Hjælpekasse i 1908 og beholdt posten til sin død. I 1908 blev hun ulønnet administrator i Frederiksberg Bespisningsanstalt som dagligt lavede 1100 måltider som blev solgt billigt og oftest betalt af hjælpekassen. Da Frederiksberg Kommune åbnede Frederiksberg Folkekøkken i 1917 blev Nielsen ansat som leder. Folkekøkkenet lavede dagligt 3000 portioner middagsmad samt skolemad om vinteren.
Fra 1917 til sin død i 1931 var Nielsen medlem af Frederiksberg kommunalbestyrelse for Socialdemokratiet. Hun var folketingskandidat fra 1929, og i 1931 blev hun medlem af Socialdemokratiets hovedbestyrelse efter at have været suppleant tidligere. Desuden var Nielsen aktiv i række foreninger. Hun var kasserer i Foreningen af Hjælpekasser i Danmark, næstformand i Københavns Husmoderforening fra 1926. Hun var medlem af Dansk Fredsforening og repræsenterede Socialdemokratisk Kvindeforening på Kvindernes Fredskongres i Haag i 1915. Fra 1924 var hun medlem af hovedbestyrelsen for Kvindernes Internationale Liga for Fred og Frihed. Hun var også i ledelserne af tre børnehjem og lavede arrangementer for betrængte børn.